# 1968 na arte

## Eventos
- 21 de fevereiro - Criação do Museu do Ar em Alverca, Portugal.
- 7 de novembro - Inaugurada a nova sede do Museu de Arte de São Paulo, na Avenida Paulista.

## Nascimentos
| Data       | Nome         | Profissão                                              | Nacionalidade | Observações | Ref |
| ---------- | ------------ | ------------------------------------------------------ | ------------- | ----------- | --- |
| 5 de julho | Ken Akamatsu | mangaka                                                | Japão         |             |     |
| ??         | Sandra Cinto | escultora, desenhista, pintora, gravadora e professora | Brasil        |             |     |

## Mortes
| Data           | Nome                     | Profissão                                       | Nacionalidade                              | Observações | Ref |
| -------------- | ------------------------ | ----------------------------------------------- | ------------------------------------------ | ----------- | --- |
| 18 de janeiro  | Emmerico Nunes           | pintor, ilustrador e caricaturista              | Reino Unido de Portugal, Brasil e Algarves | n. 1888     |     |
| 29 de janeiro  | Tsuguharu Foujita        | pintor                                          | Japão / França                             | n. 1886     |     |
| 28 de maio     | Kees van Dongen          | pintor                                          | Países Baixos                              | n. 1877     |     |
| 16 de julho    | Fred Kradolfer           | pintor, ilustrador, artista gráfico e decorador | Suíça / Portugal                           | n. 1903     |     |
| 30 de julho    | Pedro Lobos              | pintor e gravador                               | Chile                                      | n. 1919     |     |
| 7 de setembro  | Lucio Fontana            | pintor e escultor                               | Argentina                                  | n. 1899     |     |
| 2 de outubro   | Marcel Duchamp           | pintor e escultor                               | França / Estados Unidos                    | n. 1887     |     |
| 22 de dezembro | Gastone Novelli          | pintor                                          | Itália                                     | n. 1925     |     |
| ??             | Miloš Alexander Bazovský | pintor                                          | Checoslováquia                             | n. 1899     |     |
| ??             | Vittorio Gobbis          | pintor, desenhista, gravador e restaurador      | Itália                                     | n. 1894     |     |
| ??             | Kikoine                  | pintor                                          | União Soviética                            | n. 1892     |     |